# Brownstown, Indiana
Brownstown är administrativ huvudort i Jackson County i Indiana. Orten grundades den 8 april 1816 och fick sitt namn efter militären Jacob Brown. Vid 2010 års folkräkning hade Brownstown 2 947 invånare.